# 東勢大橋
24°15′40″N 120°49′14″E / 24.2611°N 120.82044°E
東勢大橋，位於台灣台中市境內的大甲溪中游，是聯絡東勢區街區與石岡區之間的重要橋樑。省道台3線中豐公路（中壢到豐原的，在東勢和石岡的路名為豐勢路）由此經過，為進入中橫公路起點。平日上下班尖峰時間往石岡、豐原方向容易交通壅塞。

## 基本資料
- 橋樑總長：564.6公尺
- 舊橋通車：1933年
- 新橋通車：2002年2月7日
- 地點：東勢－石岡（橫跨大甲溪）
- 新橋：雙向共六車道
- 特色鎮橋獸:東勢大橋龍馬駐守橋兩端，1962年委請雕塑大師楊英風設計，馬頭龍身的麟甲紋路設計，為全台少見的獨特的橋頭柱，現在是東勢區的著名地標與區徽標誌。

## 歷史
東勢大橋原稱為東豐大橋，主要連結東勢區與石岡區（台3線 161K+971），位於公路 台3線為東勢、卓蘭及中橫公路谷關地區進出臺中、豐原間最重要橋樑。最初建於1933年，後於921大地震遭受重創，部分橋墩受創嚴重，橋面龜裂，專家評估後拆除重建，完工前東勢、石岡兩地居民曾對橋名爭執不下，經政府出面協調後，正式命名為東勢大橋，重建工程於2002年2月4日竣工。

## 相簿

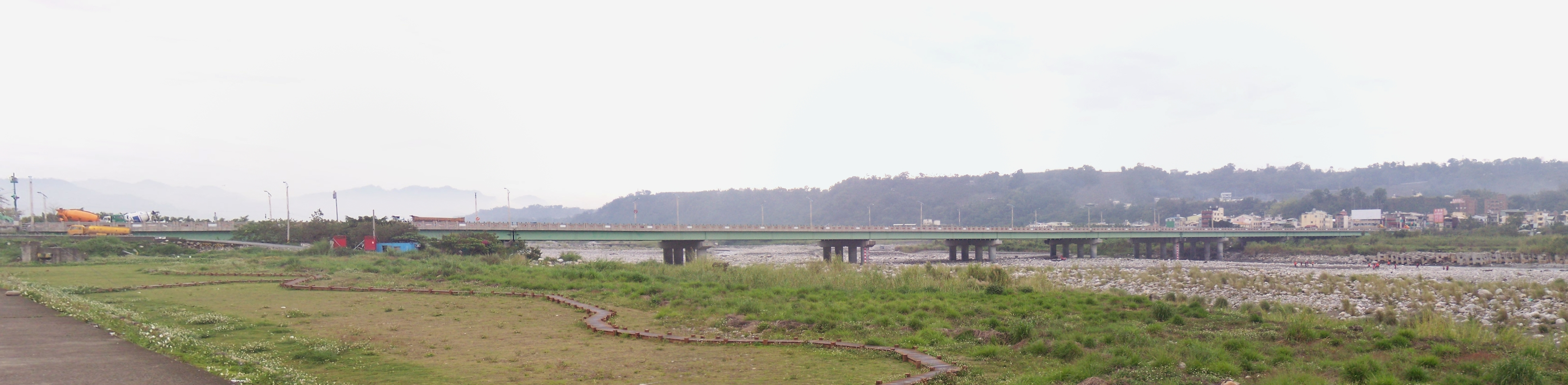
東勢大橋全景